# Elly Jackson
Eleanor "Elly" Kate Jackson, född 12 mars 1988, är en engelsk sångerska och låtskrivare mest känd för att vara medlem i elektropopgruppen La Roux.
Jackson medverkar på New Orders skiva Music Complete.